# Limnephilus caucasicus
Limnephilus caucasicus är en nattsländeart som beskrevs av Schmid 1955. Limnephilus caucasicus ingår i släktet Limnephilus och familjen husmasknattsländor. Inga underarter finns listade i Catalogue of Life.